# Pensé que se trataba de cieguitos
«Pensé que se trataba de cieguitos» es una canción de la banda argentina Los Twist. Fue incluida en su primer álbum de estudio, La dicha en movimiento, editado en 1983 en el lado B como track 8. Fue compuesta por Pipo Cipolatti.
«Pensé que se trataba de cieguitos» es un buen ejemplo del género de la música divertida, la cual irrumpió con fuerza en la escena del rock argentino de principios de los '80, y significó su entrada formal en los años '80 (puesto que, hasta entonces, la escena estaba demasiado estancada en el sonido folk y progresivo de la década anterior). Como tal, «Pensé que se trataba de cieguitos» reúne todas las condiciones del género: letra humorística, ritmo bailable, crítica social desde la ironía y un aire desenfadado, como si no se tomara a sí misma demasiado en serio.
«Pensé que se trataba de cieguitos» se volvió una de las más icónicas canciones de la historia del rock argentino (56° en la Rolling Stone Argentina y MTV, 44° en Rock.com.ar) e iberoamericano (140° en Al Borde).

## Interpretación
En los albores de la nueva democracia argentina, salió a la luz este gran disco de Los Twist llamado “La Dicha en Movimiento”. El disco fue producido por el músico Charly García.
En el año 1991 fue relanzado en el formato CD. En total vendió 120.000 copias y en una encuesta de la Revista Rolling Stone, “La Dicha en Movimiento” quedó ubicado en el puesto n.º 15 en el chart de los mejores discos de la historia del Rock nacional.
El nombre del disco proviene de un libro que tenía Pipo Cipolatti: El manual de toxicología de la Policía Federal Argentina, donde Pipo, Daniel Melingo y Fabiana Cantilo, junto al resto de la banda, buscaron la palabra cocaína y decía lo siguiente: Cocaína: Raviol. La dicha en movimiento.
La canción en cuestión, narra en formato de comedia inocente una típica redada policial en la recién terminada dictadura. De hecho, mucha gente tardó años en darse cuenta de qué era lo que hablaba la canción en realidad. [cita requerida]
El disco ostenta un curioso récord que hoy, con la exigencia del mercado y los productores, sería imposible de batir.  Fue grabado en su totalidad en 29 horas y media. Esto queda en evidencia al escuchar el disco con oído de melómano. 

## Reconocimientos
Pensé que se trataba de cieguitos se convirtió en una de las canciones más emblemáticas del rock en español.
En 2002 fue considerada como la 56° mejor canción del rock argentino de la lista de Los 100 Hits por la revista Rolling Stone.
En 2007 fue considerada por la página Rock.com.ar como la 44° mejor canción del rock argentino de la lista de Las 100 de los 40.
En 2006 obtuvo el puesto 140° en el ranking de las 500 mejores canciones iberoamericanas de rock por la revista estadounidense Al Borde.

## Créditos
- Guitarra y voz: Pipo Cipolatti
- Voz: Fabiana Cantilo
- Guitarra y Clarinete: Daniel Melingo
- Guitarra: Eduardo Cano
- Saxofón: Gonzalo Palacios
- Batería: Polo Corbella